# Inokichi Kubo
Inokichi Kubo (久保 猪之吉, 26 de desembre de 1874 - 12 de novembre de 1939) va ser un japonès pioner en l'otorrinolaringologia i professor de l'Escola de Medicina de Fukuoka (ara part de la Universitat de Kyushu).
Es va graduar a l'Escola de Medicina de la Universitat Imperial de Tòquio (東京帝国大学医科大学, Tokyo Teikoku Daigaku Ika Daigaku) el 1900, i va estudiar a l'estranger amb Gustav Killian a la Universitat de Friburg el 1903. Quatre anys després va tornar al Japó, on va ocupar el càrrec de professor de la Facultat de Medicina de Fukuoka.
Va ser un dels pioners de l'otorrinolaringologia al Japó, i va ser seleccionat com a representant del seu país per al primer Congrés Internacional d'Oto-Rino-Laringologia a Copenhaguen (1913). El 1934 se li va concedir la Légion d'honneur.
La seva dona, Yorie (より江), era una poeta haiku de Matsuyama. Com que Kubo també era un poeta reconegut, la seva llar a Fukuoka es va convertir aviat en el centre social dels poetes del nord de Kyushu, alhora que atreien poetes i novel·listes de lluny. Un dels seus pacients va ser el poeta Takashi Nagatsuka.
Era famós per la seva poesia Haiku (俳句) i Waka (和歌). Com a poeta va trobar un mentor a Naobumi Ochiai, i va forjar una amistat amb Byakuren Yanagihara. El febrer de 1913, va començar a publicar a la revista "Enigma" (エニグマ). Va ser al seu número de maig que Byakuren Yanagihara va contribuir amb la seva obra "Hitou" (緋桃) (Himomo, flors de préssec en rosa brillant), i en el mateix número, Kubo i la seva dona també van publicar els seus treballs; Inokichi "Aruto Haideruberuku ni tsuite" (「アルトハイデルベルク」に就いて) (Pensant en 'Alt-Heidelberg') i Yorie "Tsukushi 炯炊 〸, kudari" riu Tsukushi).
Hi ha un petit museu a la Universitat de Kyushu que honra els seus èxits.